# 日本皮膚悪性腫瘍学会
日本皮膚悪性腫瘍学会（にほんひふあくせいしゅようがっかい、英称:The Japanese Skin Cancer Society）は、皮膚悪性腫瘍に関する学会。

## 概要
1985年、皮膚悪性腫瘍学の発展を目的として発足。